# Per Karl Wahlström

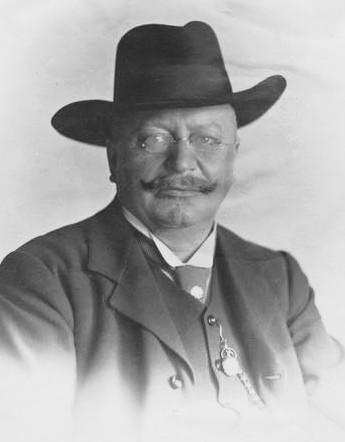
Per Wahlström.

Per Karl Wahlström, född 15 september 1860 i Eskilstuna, död 15 januari 1932 i Storängen, Nacka var en svensk förläggare och tillsammans med Wilhelm Widstrand grundare och ägare av bokförlaget Wahlström & Widstrand. 

## Liv och verk
Wahlström var i början av 1880-talet anställd på C. E. Fritzes hofbokhandel i Stockholm. Där arbetade även Wilhelm Widstrand. År 1884 beslöt de sig att ingå kompanjonskap och köpte tillsammans Axel Lindahls fotografiaffär på Riddargatan i Stockholm. De beslöt även att bokhandeln skulle utvidgas till bokutgivning - förlaget Wahlström & Widstrand (kort W&W) hade bildats. W&Ws första bok var en samling dikter av Claes Lagergren. I januari 1932 avled Per Karl Wahlström i sitt hem i Storängen och när även hans son dog 1933 efterträddes han av svärsonen Thomas Bennet, gift med dottern Märta.
Per Wahlström och Wilhelm Widstrand var inte bara kompanjoner inom företaget. De flyttade båda 1906 till den nya villastaden Storängen utanför Stockholm. Familjen Widstrand bodde fram till 1922 i ”Villa Widstrand”, även kallad ”Villa Skoga”, och ritat av arkitekt Elis Bergh, medan Wahlströms bodde fram till 1932 i ”Villa Wahlström” som var en skapelse av arkitekt Torben Grut.